# Alhambra-Gesellschaft
Die Alhambra-Gesellschaft ist ein muslimischer Verein in Deutschland, der gemäß seinen Leitsätzen eine „positive Selbstwahrnehmung auf der Grundlage des Völkerverständigungsgedankens“ verwirklichen möchte. Als Zusammenschluss von Musliminnen und Muslimen, „die sich als originärer Teil der europäischen Geschichte und ihrer jeweiligen europäischen Heimatgesellschaft verstehen“, will die Alhambra-Gesellschaft durch politische Bildungsarbeit wirken und eine breite Debattenplattform anbieten. Der Verein veranstaltet weder Gottesdienste noch unterhält er Moscheen.
Unter den Gründungsmitgliedern der Alhambra-Gesellschaft sind auch zwei ehemalige Funktionäre von DITIB und der IGMG. Sie ist Mitglied der Deutschen Islamkonferenz der 19. Legislaturperiode.

## Projekte
Die Alhambra-Gesellschaft veranstaltet unter anderem Diskussionsformate und Vortragsreihen wie die „Freitagsworte“ und „Das Muslimische Quartett“. Dort werden gesellschaftspolitische Probleme erörtert, die nach eigenen Aussagen in muslimischen Glaubensgemeinschaften und etablierten Moscheevereinen wenig oder gar keinen Platz finden. So reicht das Themenspektrum beispielsweise von Heimatfindung, über Antisemitismus, LGBT, soziale Ungleichheit und Glauben in Zeiten sozialer Netzwerke bis hin zum Klimawandel.
Beim „Muslimischen Quartett“ tragen Gäste aus verschiedensten Bereichen von Politik und Gesellschaft vor. Bisher referierten etwa der Schriftsteller Feridun Zaimoglu, der Comedian Fatih Çevikkollu, die Islamwissenschaftlerin Schirin Amir-Moazami und die Sozialwissenschaftlerin Naika Foroutan.
Im November 2018 erweiterte die Alhambra-Gesellschaft ihr Veranstaltungsspektrum mit dem interkulturellen Konzert „Symphonie pour David“ des Ensembles Concerto Foscari um den Bereich Kultur.

## Einordnung und Kritik
Die Alhambra-Gesellschaft wird in den Medien und in der Politik als eine der neuen, liberaleren Gruppen im muslimischen Spektrum wahrgenommen. Der Verein selbst „plädiert für einen Islam, der moderat Konservative ebenso mitnimmt wie Liberale und der Verbundenheit mit Deutschland als Normalität lebt – ohne mit Prägungen der Herkunftskultur zu brechen“. Diese Haltung wird von großen Teilen der konservativen Islamverbände kritisiert. Auch einige türkischsprachige Medien äußerten sich dazu kritisch bis diffamierend.
Mit Engin Karahan, ehemaliger Vize-Generalsekretär der IGMG, und Murat Kayman, ehemaliger Koordinator der Landesverbände in der Ditib-Zentrale, sitzen im Beirat der Alhambra-Gesellschaft zwei ehemalige Funktionäre von DITIB und IGMG. Zu den bekannteren Köpfen gehört auch Eren Güvercin, der als freier Journalist arbeitet.
Auf die Diskussion über einen deutschen Islam reagierten die Vereinsfunktionäre öffentlich positiv. Bei der Islamkonferenz betonten Vertreter der Gesellschaft die Bedeutung dieser Frage.
So beschrieb der stv. Vorsitzende der Alhambra-Gesellschaft, Aydin Süer, in seinem Impulsvortrag auf der Deutschen Islamkonferenz die Frage nach einem in Deutschland beheimateten Islam folgendermaßen:
„Diaspora ist zu Ende. Wir leben nicht in der Fremde. Deutschland ist für uns Musliminnen und Muslime Heimat geworden.“
Er wandte sich zugleich auch gegen eine Pauschalisierung in der Wahrnehmung von Muslimen: „Vielmehr gilt es, die muslimischen Stimmen und Ausdrucksformen in diesem Land in ihrer Vielfalt zu erkennen und auch anzuerkennen und – egal, wo und wie man sich selbst positioniert – Musliminnen und Muslime eben nicht pauschal über einen Kamm zu scheren.“
Till-Reimer Stoldt lobte in der Welt die Arbeit und die Themensetzung des Vereins: „Und: Es gibt kleine feine Intellektuellen-Klubs wie die Alhambra-Gesellschaft, die Güvercin vor exakt einem Jahr in Köln gründete. Dort haben sich gut ein Dutzend muslimische Akademiker organisiert, um genau diese Debatte in Gang zu bringen: was ist deutscher, europäisch verwurzelter Islam? Welche Konturen kann und soll er haben?“
„Die Alhambra-Gesellschaft hat es von allen neuen Vereinen am schnellsten zu bundesweiter Bekanntheit gebracht“, schreibt der verbandskritische Journalist Kemal Hür in einem Artikel über die Alhambra-Gesellschaft. Die Direktorin des „Frankfurter Forschungszentrums Globaler Islam“ an der Goethe-Universität, Professorin Susanne Schröter, bezeichnet die Alhambra-Gesellschaft wegen ihrer schnellen Anerkennung als Partner der Bundespolitik als „Rising Star“ unter den neuen muslimischen Vereinen und stellt etwa mit Blick auf den Gründer Kayman kritisch fest: Kayman habe Ditib-Kritiker immer scharf angegriffen und ihnen Islamfeindlichkeit vorgeworfen. Jetzt tue er so, als sei er selbst immer schon kritisch gewesen. Die Gründer der Alhambra-Gesellschaft hätten die alten Verbände verlassen, aber es sei fraglich, ob sie auch ihre Gesinnung verändert hätten. „Wir haben Verbände, die vom Ausland finanziert werden. Wir haben aber auch erzkonservative Muslime außerhalb der Verbände“, sagt Schröter.